# Чете Лера
Чете Лера (ісп. Chete Lera, при народженні Рамон Маріано Фернандес Лера, ісп. Ramón Mariano Fernández Lera; 30 листопада 1949, А-Естрада, Понтеведра, Галісія — 19 травня 2022, Рінкон-де-ла-Вікторія, Малага, Андалусія) — іспанський актор театру, кіно та телебачення.

## Життєпис
Народився 30 листопада 1949 року у місті А-Естрада, провінція Понтеведра, в Галісії, він був найстаршим у багатодітній родині, де окрім нього було ще десятеро дітей. Його брат — письменник Антоніо Фернандес Лера. Дитинство провів у місті Коркубіон, пізніше перебравшись до Мадрида. Акторську кар'єру розпочав на театральній сцені наприкінці 1970-х років, до цього встигнувши попрацювати авіаінженером, льотчиком та касиром у банку. Його творчий доробок нараховує близько 50 ролей у театрі та близько 70 ролей у фільмах та серіалах.
2007 року номінувався на премію Вальє-Інклана за роль у постановці «Де ти, Улялюме, де ти?». 2010 року номінувався на премію Майте за роль у постановці «Анджеліна, або Честь бригадира». Двічі лауреат галісійської щорічної кінопремії Mestre Mateo як Найкращий актор — 2008 року за роль у драмі «Брудний хлопчик» Хорхе Альгори, заснованій на історії аргентинського серійного вбивці Каетано Годіно, та 2009 року за роль у комедійній стрічці «Мертві йдуть швидко» Анхеля де ла Круса.
Чете Лера загинув у ДТП 19 травня 2022 року у місті Рінкон-де-ла-Вікторія, провінція Малага, в Андалусії у 72-річному віці, коли його автівка, зірвавшись з дороги, впала з 50-метрового крутого схилу.

## Вибрана фільмографія
| Рік  |    | Українська назва             | Оригінальна назва                | Роль               |
| ---- | -- | ---------------------------- | -------------------------------- | ------------------ |
| 1991 | ф  | Все заради бабла             | Todo por la pasta                | Хефе Португалець   |
| 1993 | ф  | Руда білка                   | La ardilla roja                  | Сальвадор          |
| 1996 | ф  | Родина                       | Familia                          | Вентура            |
| 1997 | ф  | Розплющ очі                  | Abre los ojos                    | Антоніо            |
| 1997 | ф  | Таємниці сердця              | Secretos del corazón             | Рікардо            |
| 1998 | ф  | Безсоння                     | Insmnio                          | Агустін            |
| 1998 | с  | Дядько Віллі                 | Tío Willy                        | Дієго              |
| 1999 | ф  | Квіти з іншого світу         | Flores del otro mundo            | Альфонсо           |
| 1999 | ф  | Чужинці                      | Extraños                         | Маркос             |
| 1999 | ф  | Палай, кохання               | Arde, amor                       | Ранхель            |
| 2000 | ф  | Хара                         | Jara                             | Блас               |
| 2002 | ф  | Кімната для куріння          | Smoking Room                     | Пуїг               |
| 2003 | ф  | Таємниця Галіндеса           | El misterio de Galíndez          | дипломат           |
| 2003 | тф | Викрадений в Грузії          | Secuestrados en Xeorxia          | Франсіско Родрігес |
| 2004 | ф  | Обіцянка                     | La promesa                       | Амабле             |
| 2005 | ф  | Собаче життя Хуаніти Нарбоні | La vida perra de Juanita Narboni | сеньйор Нарбоні    |
| 2005 | с  | Літо з бабусею               | Abuela de verano                 | Ніколас            |
| 2007 | ф  | Дотягнутися до небес         | Tocar el cielo                   | Педро              |
| 2007 | ф  | Брудний хлопчик              | O neno barro                     | доктор Сорія       |
| 2007 | ф  | Конкурсант                   | Concursante                      | Едмундо Фігероа    |
| 2009 | ф  | Мертві йдуть швидко          | Los muertos van deprisa          | Філомено           |
| 2012 | ф  | Всюди тиша                   | Todo es silencio                 | Румбо              |
| 2017 | с  | Міністерство часу            | El ministerio del tiempo         | маркіз де Комільяс |

## Нагороди та номінації
Малагський кінофестиваль
- 2002 — Премія Срібна беснага найкращому акторові (у складі чоловічого акторського ансамблю фільму Кімната для куріння).

Mestre Mateo Awards
- 2004 — Номінація на найкращого актора (Викрадений в Грузії).
- 2005 — Номінація на найкращого актора другого плану (Обіцянка).
- 2008 — Найкращий актор (Брудний хлопчик).
- 2008 — Номінація на найкращого актора другого плану (Конкурсант).
- 2009 — Найкращий актор (Мертві йдуть швидко).